# Коасати
Коасати или Кушата (на английски: Koasati, Koushatta) е северноамериканско индианско племе, което в началото на колониалния период живее първо на река Тенеси, а след това между реките Куса и Талапуса в Алабама, Тенеси и Джорджия. След 1750 г. се присъединяват към Крикската конфедерация заедно с алабама, с които са тясно свързани езиково, културно и социално. И двете племена говорят взаимно разбираеми езици от Мускогското езиково семейство. След 1763 г. алабама и коасатите започват да мигрират от района на река Куса като постепенно се установяват в Луизиана и Тексас, където по-късно получават резервати. В началото на 21 век около 900 потомци на коасатите живеят в резерват от 154 акра в Алан Париш, южна Луизиана и са федерално признати като кушата племето на Луизиана. Отделно техни потомци са част от обединените Алабама – кушата племето на Тексас и на Алабама – куасарте в Оклахома.

## Произход и ранна история
Въпреки че са две отделни племена, коасатите и алабама са тясно свързани помежду си и се възприемат като едно племе. Според старите им предания, двете племена имат общ произход. И двете се появяват изпод земята, от двете страни на едно дърво и се заселват близо един до друг. Оттогава двете племена са винаги заедно. Това става някъде в североизточната част на Мисисипи много преди идването на белите.
В различните исторически документи коасатите са изписвани и като „кусада“, „кушата“ и „шати“. Някои учени твърдят, че има достатъчно основания да се смята, че коасатите са „Косте“, „Костехе“ и „Акосте“ споменати от хронистите на Ернандо де Сото, когато експедицията му прекосява територията на горните крики през 1541 г. Името „Костехе“ е използвано и от Хуан Пардо по-късно. Това е и последното им споменаване от испанците. На по-късен период вече се знае, че има село коасати на река Тенеси, близо до племето каскинампо. През 1750 г. се споменава още едно тяхно село под името Кончати, а малко по-късно се споменава, че два големи техни града се присъединяват към Крикската конфедерация. След отстъпването на испанска Флорида на Великобритания, коасатите се преместват за кратко на река Томбигби, след което отново се връщат в старото си местообитание между реките Куса и Талапуса. Известно е също така, че градът на горните крики, Уетумка е свързан с коасатите. По едно и също време има два града с това име – Голяма Уетумка и Малка Уетумка. Вторият град, разположен близо до водопадите на река Куса, вероятно е населен с коасати.

## Живот на запад
След 1763 г., алабама и коасатите започват да мигрират на запад. Установяват се в Луизиана, но малки групи продължават нататък до Тексас. Коасатите първо се заселват на Байо Чикот. През 1780 г. част от тях се местят на река Тринити в Тексас. Други групи се установяват на Ред Ривър и на река Сабин. В Тексас групите алабама и коасати се установяват в Биг Тикет, където са встрани от пътя на белите. Това донякъде им позволява да живеят необезпокоявано почти до Гражданската война. Алабама се обособяват в три общини в северозападната част на окръг Тейлър, а коасатите около 600 също в три общини на и близо до река Тринити. По време на Тексаската революция много бели заселници намират убежище при двете племена в Биг Тикет. След революцията всички племена от източен Тексас са изгонени с изключение на алабама и коасатите. През 1853 г. Тексас закупува 1110,7 акра земя за резерват за алабама. През 1855 г. е гласувана сума за закупуването на 600 акра земя и за коасатите, но поради липса вече на свободна земя в окръг Полк, тази субсидия остава само на хартия. С разрешението на алабама повечето коасати се заселват в резервата им през 1859 г. След Гражданската война положението на двете племена се влошава. Големият брой бели заселници бързо унищожава природните ресурси и принуждава индианците да търсят препитание по градовете и фермите. През 1928 г. правителството отпуска още около 3000 акра земя към резервата на обединените племена. През 1955 г. то доброволно прекратява отношенията си с федералното правителство. Федералният им статут е върнат през 1987 г. В началото на 21 век свързаното алабама-кушата племе на Тексас контролира 18,5 квадратни километра земя в окръг Полк и има над 1150 записани членове.
Тези, които остават в Луизиана, получават 154 акра земя за резерват в Алан Париш и федерално признаване през 1973 г. Повечето от 900-те членове на племето живеят в резервата.
Малка част, която остава в родината си, се бори срещу американците заедно с криките през 1813 г. През 1830 г., след приемането на Закона за отстранявяне на индианците, алабама, коасатите и криките са включени в списъка за изселване. До 1834 г. повечето са преместени в Оклахома. В новата земя алабама и коасатите успяват да запазят своята идентичност, въпреки че са част от криките. Около 380 потомци на алабама-куасарте живеят днес в Уетумка, Оклахома.